# Подсчёт голосов в России
Подсчёт голосов в России — этап избирательного процесса в Российской Федерации, на котором избирательные комиссии производят непосредственный подсчёт бюллетеней, подсчёт голосов и установление волеизъявления избирателей.
Порядок подсчёта голосов регламентируется в общем виде статьёй 68 («Порядок подсчета голосов избирателей, участников референдума и составления протокола об итогах голосования участковой комиссией») Федерального закона от 12 июня 2002 N 67-ФЗ «Об основных гарантиях избирательных прав и права на участие в референдуме граждан Российской Федерации»
В России на участковых избирательных участках в подавляющем большинстве случаев применяется ручной подсчёт голосов, что обуславливается изъявлением избирателей на бумажном носителе — бюллетене. Кроме того, некоторое количество участковых избирательных комиссий участвуют в эксперименте по применению машин по автоматизированному подсчёту голосов (так называемые «комплексы обработки избирательных бюллетеней» — КОИБ).

## Принципы и основные положения
Можно выделить следующие принципы и основные положение, регулирующие процедуру подсчёта голосов на избирательном участке:

### Принципы
Подсчет голосов осуществляется (п. 1):
- открыто;
- гласно с оглашением и соответствующим оформлением в увеличенной форме протокола об итогах голосования последовательно всех результатов выполняемых действий по подсчету бюллетеней и голосов.

### Время
Подсчет голосов начинается сразу после окончания времени голосования и проводится без перерыва до установления итогов голосования, о которых должны быть извещены все члены участковой комиссии, а также наблюдатели (п. 2).
В случае совмещения выборов разных уровней в первую очередь осуществляется подсчет голосов по выборам в федеральные органы государственной власти, затем — в органы государственной власти субъекта Российской Федерации, затем — в органы местного самоуправления (п. 2).

### Место
Непосредственный подсчет голосов производится в специально отведенных местах, оборудованных таким образом, чтобы к ним был обеспечен доступ членов комиссии как с правом решающего, так и с правом совещательного голоса.(п. 10)
Как правило, на избирательных участках это положение реализуется следующим образом: по окончании голосования столы, за которым сидели члены комиссии сдвигаются в центр помещения.
Лицам, присутствующим при непосредственном подсчете голосов, должен быть обеспечен полный обзор действий членов комиссии.
(п. 10)

### Субъекты
Непосредственный подсчет голосов производится членами участковой комиссии с правом решающего голоса (п. 8).
При непосредственном подсчете голосов вправе присутствовать (п. 9):
- члены участковой комиссии с правом совещательного голоса;
- наблюдатели;
- иностранные (международные) наблюдатели;
- члены вышестоящих комиссий и работники их аппаратов;
- кандидат, зарегистрированный данной либо вышестоящей комиссией или его доверенное лицо;
- уполномоченный представитель или доверенное лицо избирательного объединения, список кандидатов которого зарегистрирован данной либо вышестоящей комиссией или кандидат из указанного списка;
- член или уполномоченный представитель инициативной группы по проведению референдума.

## Бюллетени
| Избирательные бюллетени                                                                                             | Избирательные бюллетени |
| неустановленной формы                                                                                               | недействительные |
| --- | --- |
| - не изготовленные официально - не заверенные участковой комиссией: - нет печати УИК - нет двух подписей членов УИК | - не содержат отметок в квадратах - если знаков больше, чем количество голосов, которыми обладает избиратель - если знак проставлен за кандидата который снял свою кандидатуру |
| | из переносных ящиков если число обнаруженных в ящике бюллетеней установленной формы превышает число заявлений избирателей, содержащих отметку о получении избирательного бюллетеня                                                                                                   |
| | из конверта - бюллетени из конверта, у которого отсутствуют реквизиты: - подписи двух членов УИК или ТИК - подпись избирателя - печать УИК или ТИК) - если из конверта извлечено более одного избирательного бюллетеня установленной формы по соответствующему избирательному округу |

## Процедура

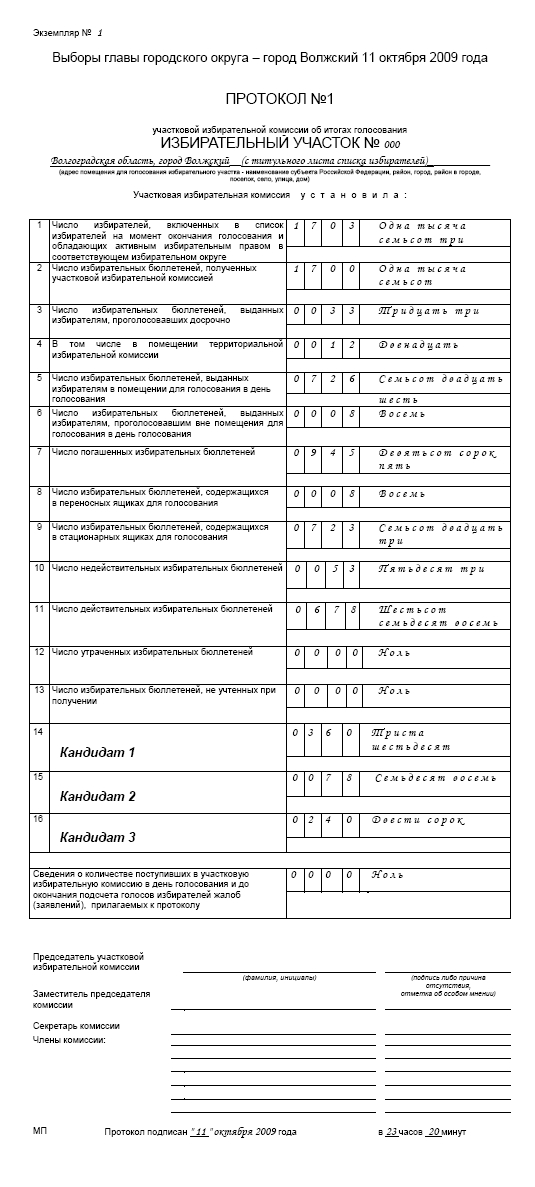
Образец протокола УИК

Можно выделить следующие стадии подсчёта голосов:
1. Работа с переносными ящиками (для каждого отдельно):
  1. проверка пломб
  2. вскрытие
  3. подсчёт бюллетеней в ящике
2. Работа со стационарными ящиками (для каждого отдельно):
  1. проверка пломб
  2. вскрытие
3. Бюллетени из переносных ящиков смешиваются с бюллетенями из стационарных ящиков
4. Сортировка бюллетеней по видам выборов
5. Сортировка бюллетеней по голосам за кандидатов с одновременным отделением бюллетеней неустановленной формы и недействительных бюллетеней
6. Подсчёт рассортированных бюллетеней установленной формы в каждой пачке отдельно по каждому кандидату
7. C рассортированными бюллетенями под контролем членов участковой комиссии с правом решающего голоса вправе визуально ознакомиться наблюдатели, а члены участковой комиссии с правом совещательного голоса вправе убедиться в правильности проведенного подсчета.
8. Проверка контрольных соотношений данных, внесенных в протокол об итогах голосования.
9. Рассортированные бюллетени упаковываются в отдельные пачки, а пачки — в мешки или коробки.

### Особенности сортировки бюллетеней по голосам
При сортировке бюллетеней члены участковой комиссии с правом решающего голоса оглашают содержащиеся в каждом из них отметки избирателя (участника референдума) и представляют бюллетени для визуального контроля всем лицам, присутствующим при непосредственном подсчете голосов.
Одновременное оглашение содержания двух и более бюллетеней не допускается. (п. 14)
При проведении выборов по многомандатным избирательным округам и наличии у избирателя более одного голоса сортировка бюллетеней, поданных за каждого из кандидатов, не производится. Содержащиеся в каждом из бюллетеней отметки избирателя оглашаются с представлением бюллетеня для визуального контроля всем лицам, присутствующим при непосредственном подсчете голосов. Одновременное оглашение содержания двух и более бюллетеней не допускается. После оглашения данные, содержащиеся в бюллетене, заносятся в специальную таблицу, содержащую фамилии всех кандидатов, внесенных в бюллетень, и суммируются. (п. 15)

### Особенности подсчёта бюллетеней
Бюллетени подсчитываются путём перекладывания их по одному из одной части пачки в другую таким образом, чтобы лица, присутствующие при подсчете, могли увидеть отметку избирателя.
Одновременный подсчет бюллетеней из разных пачек не допускается.

### Особенности проверки контрольных соотношений данных, внесенных в протокол об итогах голосования
Если контрольные соотношения не выполняются, участковая комиссия принимает решение о дополнительном подсчёте по всем или отдельным строкам протокола об итогах голосования, в том числе о дополнительном подсчете бюллетеней.
Если в результате дополнительного подсчета контрольные соотношения не выполняются вновь, участковая комиссия составляет соответствующий акт.
Если в результате дополнительного подсчета необходимо внести изменения в протокол об итогах голосования, заполняется новый бланк протокола, а в его увеличенную форму вносятся соответствующие исправления.

## Технические средства подсчёта голосов
Простейшие технические средства подсчета голосов — сканеры избирательных бюллетеней использовались в экспериментальном режиме при проведении выборов с 1996 года. Однако они имели множество недостатков.
Центральная избирательная комиссия Российской Федерации в 2001 году объявила конкурс для определения организации-исполнителя работ по разработке комплекса обработки избирательных бюллетеней (КОИБ). По его итогам победителем стало ОАО «ЛОМО». С организацией был заключен договор на опытно-конструкторские работы, производство и поставку комплексов обработки избирательных бюллетеней.
По итогам опытной эксплуатации Межведомственной комиссией по координации деятельности основных участников Программы развития ГАС «Выборы» на 2001—2004 годы было рекомендовано приступить к серийному выпуску КОИБов.
Перспективным направлением автоматизации голосования является также внедрение устройств для сенсорного голосования (УСГ). Кроме этого, участки с обычной урной для голосования должны быть в перспективе оборудованы автоматизированным рабочим местом (АРМ) для немедленной передачи протоколов в территориальные избирательные комиссии.
Помимо этого, в России должны появиться избирательные участки, обеспечивающие возможность дистанционного голосования.

## Особенности подсчёта голосов в России
- Обработка данных при подсчёте голосов в России на уровнях выше участкового осуществляется посредством Государственной автоматизированной системы «Выборы» (на некоторых избирательных участках могут применяются ГАС-совместимые комплексы средств автоматизации участковых избирательных комиссий). По утверждению ЦИК РФ, «это уникальная, учитывая географические и демографические факторы современной России, территориально-распределенная система общегосударственного уровня <…> В систему заложены функции согласования работы избирательных комиссий разных уровней — практически в режиме реального времени подводить итоги голосования и с помощью средств отображения и интернета доводить их до каждого гражданина России»[5]. Критики ГАС утверждают, что работа системы не может контролироваться наблюдателями и существует возможность искажения результатов выборов.
- Если число досрочно проголосовавших избирателей[6] составляет более одного процента от числа избирателей, внесенных в список избирателей на избирательном участке (но не менее десяти избирателей), участковая комиссия по требованию любого члена комиссии, наблюдателя обязана произвести отдельный подсчет голосов по таким бюллетеням (п. 16).
- Членам комиссии с правом решающего голоса, кроме председателя (заместителя председателя) и секретаря комиссии, запрещается при подсчете голосов пользоваться письменными принадлежностями (п. 10).
Данная норма введена для того, чтобы исключить возможность проставления членами участковой комиссии каких-либо знаков на бюллетенях во время их подсчёта.
- Итогом практически каждого действия при подсчёте голосов должно становится внесение членами участковой комиссии с правом решающего голоса установленных данных (в числовом выражении) в соответствующую строку протокола об итогах голосования и его увеличенной формы.
- Если число бюллетеней установленной формы, обнаруженных в переносном ящике для голосования, больше количества заявлений избирателей, участников референдума, содержащих отметку о числе полученных бюллетеней, все бюллетени, находившиеся в данном переносном ящике для голосования признаются недействительными (п. 12).
Если же число обнаруженных в ящике бюллетеней окажется меньше, чем было выдано, то все они являются действительными.
- При сортировке бюллетеней по голосам нередко возникают сомнения в определении волеизъявления граждан. В таком случае этот бюллетень откладывается в отдельную пачку. По окончании сортировки участковая комиссия решает вопрос о действительности сомнительных бюллетеней путём голосования.

## Нарушения при подсчёте голосов в России
Наблюдателями на выборах федерального и местного значения нередко фиксируются нарушения при подсчёте голосов и неиспользованных бюллетеней. Так, наблюдателями указывались следующие нарушения законодательства, многие из которых могли способствовать искажению результатов выборов:
- несоблюдение нормы об обязательном оглашении содержимого избирательного бюллетеня[7]
- несоблюдение нормы о подсчёте голосов путём перекладывания бюллетеней[7]
- незаполнение увеличенной формы протокола[7]
- воспрепятствование членов избирательных комиссий работе наблюдателей со списками избирателей[8]
- неоглашение данных при подсчёте неиспользованных бюллетеней[8][9]
- оформление копий протоколов с данными, не соответствующими официально обнародованным[8]
- воспрепятствование присутствию наблюдателей при пересчёте голосов[9]
- При использовании КОИБов, в начале процесса их внедрения, были случаи повторного пересчёта вручную[10]. Возможность пересчёта сохранилась и в соответствии с законом[11]: при обнаружении возможных нарушений, и выборочно — для повышения доверия избирателей к результату. Однако на выборах Президента РФ в 2018 г. все попытки повторного пересчёта (кроме одной) окончились неудачей, а в ТИК Марьина Роща (УИК № 667) члена избиркома избили и сломали ему ногу[12]. За 1 год, в процессе судебного разбирательства, пострадавший Егоров был переквалифицирован судьёй  в свидетеля; суд отказался рассматривать видеозапись событий; а уголовное и политическое преступление было квалифицировано как "мелкое хулиганство"[13]. Единственный случай пересчёта в Башкирии показал, что при реальной явке, вдвое меньшей показанной КОИБом, за действующего президента было реально подано значительно меньше голосов[14].

По оценкам члена ЦИК Левичева, на президентских выборах в 2018 г. с помощью КОИБов проголосует порядка 30 млн избирателей (то есть - более 40% избирателей). Представитель «Яблока» (Б. Г. Мисник) также заявил, что при подсчёте КОИБами и ГАС «Выборы» результат может быть запрограммирован (как на выборах в Саратове в 2016 году: на 140 избирательных участках был получен абсолютно одинаковый результат), и федеральный политический комитет "Яблока" не признал объявленные ЦИК результаты как реальные результаты выборов. 
В своём особом мнении член ЦИК отметил, что в ходе предвыборной кампании и во время самих выборов имели место многочисленные нарушения; в том числе: ... имели место отказы в назначении по одному члену избирательной комиссии с правом совещательного голоса — от партий, от которых были зарегистрированы кандидаты; не проводился контрольный пересчёт бюллетеней при широкомасштабном использовании КОИБов; ЦИК не проводил добросовестного и объективного рассмотрения жалоб на нарушения. На основании изложенного Колюшин  заключил, что результаты выборов, объявленные ЦИК, получены в том числе, за счёт нарушения принципа свободных выборов.